# 大分女子短期大学
大分女子短期大学（日语：／ Ohita Joshi Tanki Daigaku *）是过去一所位于日本大分县大分市的私立短期大学。

## 概要

### 简介
- 学校法人佐伯学园经营之短期大学了。学校最早可以追溯到1955年即佐伯产业高等学校的创立[1]。于1965年学校法人改名为佐伯学园从佐伯产业高等学校[1]、同时短期大学为开办。以后招生到1977年[注 3]、停办于1986年[2]。于1982年学校法人改名为日本文理大学、于1991年改名为文理学园[1]。

### 历史
- 1965年 佐伯女子短期大学成立并同时设置家政科。学生数28[3]
- 1966年 保育科成立（学生数108[4]）。家政科分离为两个专攻、以下列举。
  - 家政专攻[注 2]
  - 食物营养专攻专攻[注 2]
- 1967年 改校名为大分女子短期大学。
- 1970年 校园迁址至大分市从佐伯市[5]
- 1977年 最后一年招生、次年停止招生（正式停办于1986年12月23日[2]）。

## 学校环境
- 校区：在了大分县大分市[注 1]

## 历任校长
- 菅幸雄：就任短期大学校长从开办到停办[3][6]

## 著名人和有关人员
- 藤本艳子[7]

## 组织

### 学科
- 保育科
  - 第一部
  - 第三部

### 前学科
| - 家政科 - 第一部 - 家政专攻 - 食物营养专攻专攻 - 第三部 |

### 专科
| - 没有 |

### 业余课程
| - 没有 |

## 相关链接
- 日本短期大学列表
- 日本文理大学